# ستيفان سيغوردسون
ستيفان سيغوردسون (بالآيسلندية: Stefán frá Hvítadal)‏ هو مؤلف وكاتب وشاعر آيسلندي، ولد في 11 أكتوبر 1887 في Strandabyggð ‏ في آيسلندا، وتوفي في 7 مارس 1933.